# Tulia (Texas)
Tulia es una ciudad ubicada en el condado de Swisher en el estado estadounidense de Texas. En el Censo de 2010 tenía una población de 4967 habitantes y una densidad poblacional de 537,49 personas por km².

## Geografía
Tulia se encuentra ubicada en las coordenadas 34°32′16″N 101°46′28″O / 34.53778, -101.77444. Según la Oficina del Censo de los Estados Unidos, Tulia tiene una superficie total de 9.24 km², de la cual 9.21 km² corresponden a tierra firme y (0.31%) 0.03 km² es agua.

## Demografía
Según el censo de 2010, había 4967 personas residiendo en Tulia. La densidad de población era de 537,49 hab./km². De los 4967 habitantes, Tulia estaba compuesto por el 70.69% blancos, el 10.19% eran afroamericanos, el 0.85% eran amerindios, el 0.18% eran asiáticos, el 0.04% eran isleños del Pacífico, el 16.07% eran de otras razas y el 1.99% pertenecían a dos o más razas. Del total de la población el 45% eran hispanos o latinos de cualquier raza.